# Beta de la Girafa
Beta de la Girafa (β Camelopardalis) és l'estel més brillant de la constel·lació de la Girafa amb magnitud aparent +4,03. D'acord amb la seva paral·laxi (3,74 mil·lisegons d'arc), es troba a 870 anys llum de distància del Sistema Solar.

## Característiques
Beta de la Girafa és una supergegant groga de tipus espectral G1Ib-II amb una temperatura superficial de 5300 K.
La seva lluminositat és 3300 vegades major que la del Sol i el seu radi és unes 65 vegades més gran que el radi solar. Amb una massa aproximada de 7 masses solars, té una edat de només 40 milions d'anys.
Presenta una metal·licitat una mica menor que la del Sol ([Fe/H] = -0,04). En transició des de la seqüència principal cap a geganta vermella, Beta de la Girafa, per temperatura i lluminositat, es troba en una zona del diagrama de Hertzsprung-Russell on els estels es tornen inestables i fluctuen en la seva lluentor, formant el grup de les cefeides. No obstant això, igual que algun altre exemple com Alwaid (β Draconis), Beta de la Girafa no és variable, sense que se sàpiga quin és el motiu de la seva no variabilitat.

## Companya estel·lar
A 83 segons d'arc de Beta de la Girafa, existeix un estel acompanyant que és al seu torn un estel doble, de la qual poc se sap tret que la component principal és de tipus A5. Distant almenys 25.000 ua, tarda més d'un milió d'anys a completar una òrbita al voltant de l'estel supergegant.